# Landskrona
Landskrona là thành phố thủ phủ của đô thị Landskrona và là thành phố lớn thứ năm trong hạt Skåne ở phía nam Thụy Điển, với dân số theo số liệu tại thời điểm ngày 31/12/2017 là 32,964 người. Thành phố này nằm trên bờ eo biển Öresund, giữa thành phố Lund và Helsingborg.